# Iyad Alaui
El médico Iyad Alaui (اياد علاوي) (n. en 1945) es un político iraquí que fue primer ministro de Irak.
Musulmán chií y médico neurólogo, Alaui organizó el Acuerdo Nacional Iraquí, un grupo formado principalmente por personal militar que había desertado del Irak de Sadam Huseín, dedicado a intentar instigar un golpe de Estado desde el Ejército iraquí. Sobrevivió a un intento de asesinato en Londres en 1978, supuestamente de agentes de Sadam Huseín. Alaui fue nombrado por EE. UU. para ocupar la presidencia del consejo de gobierno interino durante octubre de 2003.
Sus nexos añejos y bien conocidos con la CIA están bien documentados. A partir de 2003, Alaui pagó a prominentes cabilderos de Washington y agentes de publicidad de Nueva York más de 300 000 dólares estadounidenses para que le dieran acceso a importantes figuras del gobierno y periodistas de Washington. Los fondos pasaron a través de su intermediario en el Reino Unido, Mashal Nawab.
El 28 de mayo de 2004 fue escogido por el consejo para desempeñarse como el primer ministro interino que gobernaría Irak desde que Estados Unidos transfiera el poder (el 30 de junio de 2004) hasta haber elecciones nacionales. El 30 de enero del 2005 el partido de Alaui perdió las elecciones a la Asamblea Nacional Constituyente y el 7 de abril del mismo año tuvo que entregar el poder a un nuevo primer ministro elegido por la oposición.
Según las memorias de Talib Shabib, Iyad Allawi empezó su vida política alrededor de 1963, como hashishín (asesino). Las memorias fueron publicadas en 1999 por Ali Karim Said Abdullah al-Jafayi, activista e historiador iraquí en el exilio.
| Predecesor: Sadam Huseín | Primer ministro de Irak 28 de junio de 2004-3 de mayo de 2005 | Sucesor: Ibrahim Al Yafari |